# Морстаун (Њујорк)
Морстаун (енгл. Morristown) град је у америчкој савезној држави Њујорк.

## Демографија
По попису из 2010. године број становника је 395, што је 61 (-13,4%) становника мање него 2000. године.
| Група             | 2000.       | 2010.       |
| Белци             | 436 (95,6%) | 386 (97,7%) |
| Афроамериканци    | 6 (1,3%)    | 3 (0,8%)    |
| Азијати           | 2 (0,4%)    | 1 (0,3%)    |
| Хиспаноамериканци | 7 (1,5%)    | 2 (0,5%)    |
| Укупно            | 456         | 395         |